# Davide Torosantucci
Davide Torosantucci (Lanciano, 3 november 1981) is een Italiaans voormalig wielrenner.

## Palmares
2005
Trofeo Internazionale Bastianelli
Gara Ciclistica Montappone
2008
Eindklassement Grand Prix Cycliste de Gemenc
Proloog
2009
Eindklassement Ronde van Servië
2011
4e etappe Ronde van Zuid-Afrika